# Maria I d'Alvernia
Maria I d'Alvernia, in francese Marie Ire d'Auvergne (settembre 1376 – 7 aprile 1437) fu signora de La Tour dal 1389 al 1423; poi contessa d'Alvernia e contessa di Boulogne dal 1424, alla sua morte.

## Origine
Secondo la Preuves de l'Histoire généalogique de la maison d'Auvergne, tome II, Livre 1, Maria era l'unica figlia del Signore di Montgascone di Roche-Savine, Goffredo d'Alvernia, e della sua seconda moglie, Giovanna di Ventadour († settembre 1376), figlia di Bernardo, conte di Ventadour e della moglie, Margherita di Beaumont.
Secondo la Histoire généalogique de la maison d'Auvergne, Goffredo era il figlio terzogenito del conte d'Alvernia e conte di Boulogne, Roberto VII di Clermont e della sua seconda moglie, Maria di Dampierre, figlia del secondogenito del conte di Fiandra, Guido di Dampierre, Guglielmo, signore di Termonde, Richebourg e Crèvecœur, e di Alice di Clermont e di Nesle, viscontessa di Châteaudun. Il re di Francia, Filippo IV il Bello, approvò personalmente il matrimonio, come ci viene confermato dal documento della Histoire généalogique de la maison d'Auvergne, datato 1312.

## Biografia
Maria rimase orfana della madre pochi giorni dopo la nascita.
Il padre si risposò in terze nozze con Bianca di Bouteiller de Senlis: Margherita e Antonio, che, nel testamento del Conte d'Alvernia e di Boulogne, Giovanni II era stato indicato come erede delle due contee, in caso di morte senza eredi della sua unica figlia, Giovanna.
Nel gennaio del 1389, Maria fu data in moglie al signore de La Tour, Bertrando IV, figlio del signore de La Tour, Guido e della moglie, Mathe di Beaufort, come ci viene confermato dal testamento di Guido, datato 1375.
Nel 1409, Bertrando (Bertrandus dominus de Turre et Montisgasconis) e Maria (domina Maria de Bolonia filia quondam et nunc heres bonæ memoriæ domini Godafredi de Bolonia domini quondam Montisgasconis uxorque dicti domini de Turre) sostennero una disputa inerente ad alcune proprietà con la loro figlia Giovanna de La Tour (domicella Johanna de Turre dictorum conjugum filia) ed il suo futuro marito, il delfino d'Alvernia, Beraldo III (Beraldus Delphinus Arverniæ comes Claromontensis et de Sacrocæsare ac dominus de Mercorio).
Sua cugina, Giovanna, che alla morte del padre, nel 1404, era divenuta contessa di Alvernia e Boulogne, e che aveva sposato, in seconde nozze Giorgio de la Trémoille, (1383 - 1446), signore di Trémouille, conte di Guînes e futuro Gran ciambellano di Francia, morì tra il 1423 ed il 1424, senza lasciare alcuna discendenza; le contee, allora passarono a Maria, dopo essersi appellata al Parlamento di Parigi, contro il vedovo di sua cugina, Giorgio de la Trémoille.
Maria morì il 7 aprile 1437 e fu sepolta nella chiesa dei francescani di Clermont-Ferrand, come ci testimonia il necrologio degli obitoires della chiesa stessa. L'unico figlio maschio, Bertrando succedette alla madre come Conte d'Alvernia e di Boulogne, Bertrando I.

## Discendenza
Al marito, Bertrando, Maria diede quattro figli:
- Bertrando (ca. 1400 - 20 marzo 1461), Signore de La Tour e Conte d'Alvernia e di Boulogne[12];
- Giovanna (ca. 1390 - ca. 1415), che sposò il delfino d'Alvernia, Beraldo III[7];
- Isabella (ca. 1395 - dopo il 1419), che sposò il 12 September 1419 Luigi Armando Chalancon, Visconte di Polignac[13] (1379-1452);
- Luisa (ca. 1410 - 14 giugno 1471), che sposò Claude di Montagu, Signore di Couches[14].

### Letteratura storiografica
- (FR)  Histoire généalogique de la maison d'Auvergne.
- (FR)  Justel, Histoire généalogique de la maison d'Auvergne.
- (FR)  Baluze, Histoire généalogique de la maison d'Auvergne, tome 1.